# AH Velorum
Désignations

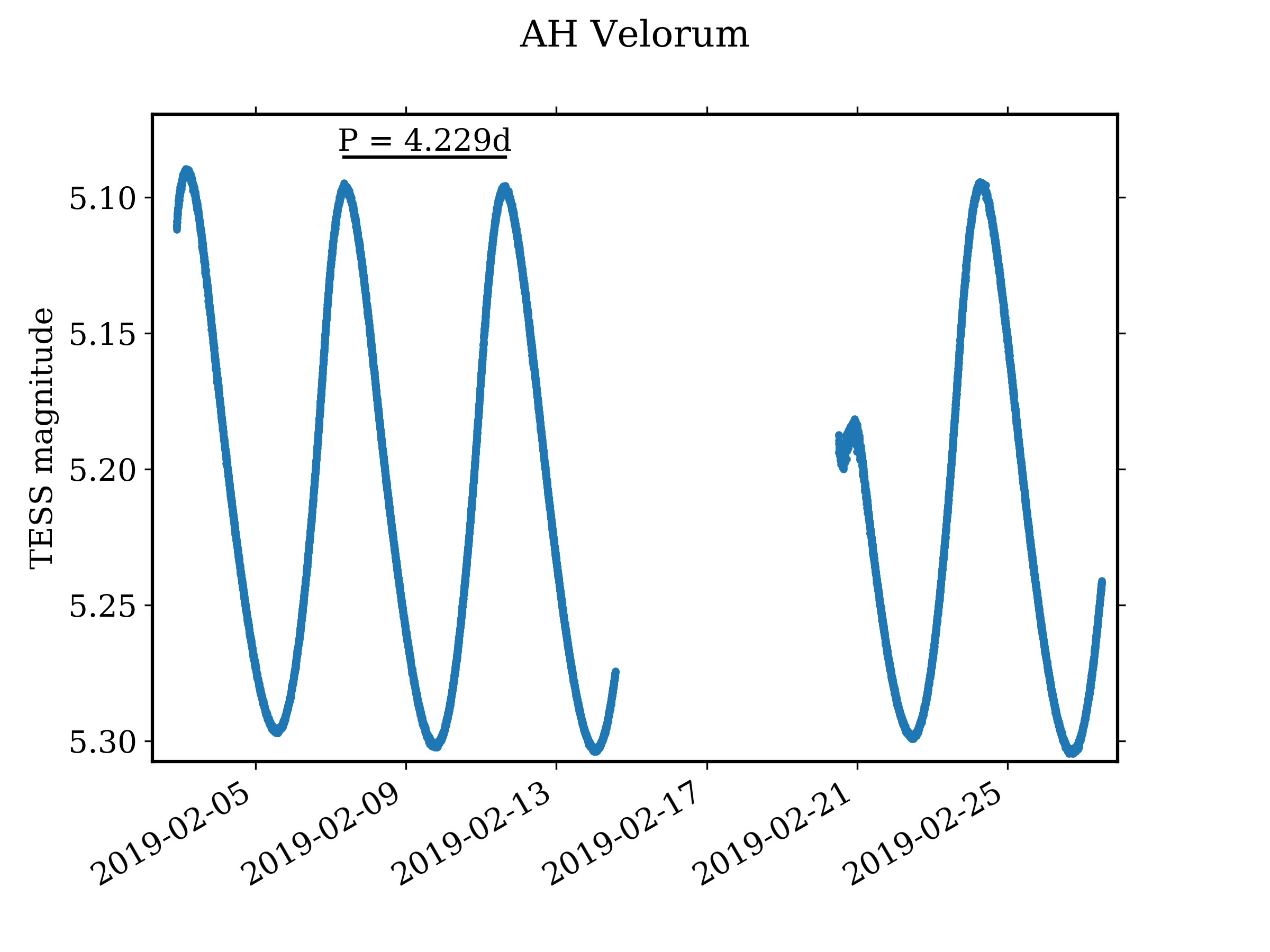
Courbe de lumière de AH Velorum enregistrée par le télescope spatial TESS.

AH Velorum est une étoile jaune-blanc solitaire de la constellation des Voiles. Elle a une magnitude apparente visuelle moyenne de 5,70, ce qui la rend assez brillante pour être faiblement visible à l'œil nu dans de bonnes conditions d'observation. Sa distance peut être estimée à partir de sa parallaxe annuelle de 1,217 mas, ce qui donne une valeur d'environ 2700 années-lumière. Elle s'éloigne de la Terre avec une vitesse radiale héliocentrique de +26 km/s.
C'est une géante lumineuse ou une supergéante de type spectral F7 Ib-II. L'étoile est âgée d'environ 50 millions d'années et a une vitesse de rotation projetée de 10 km/s. Elle a 7 fois la masse du Soleil et émet 930 fois la luminosité du Soleil depuis sa photosphère à une température effective de 6 102 K.
C'est une variable Céphéide classique dont la magnitude apparente varie entre 5,50 et 5,89 sur une période de 4,227 171 jours. Elle pulse sur le premier harmonique, avec une période fondamentale de 6,04 jours.